# 淮安府
淮安府（わいあんふ）は、中国にかつて存在した府。元末から民国初年にかけて、現在の江蘇省淮安市一帯に設置された。

## 概要
1234年（端平元年）、南宋により楚州は淮安州と改称された。淮安州は淮南東路に属し、山陽・淮陰・塩城・宝応の4県を管轄した。
1277年（至元14年）、元により淮安州は淮安路に昇格した。淮安路は河南江北等処行中書省に属し、録事司と山陽・清河・塩城・桃源の4県と海寧州に属する朐山・沭陽・贛楡の3県と泗州に属する臨淮・虹・盱眙・天長・五河の5県と安東州、合わせて3州12県を管轄した。1366年、朱元璋により淮安路は淮安府と改められた。
明のとき、淮安府は南直隷に属し、直属の山陽・清河・塩城・安東・桃源・沭陽の6県と海州に属する贛楡県と邳州に属する宿遷・睢寧の2県、合わせて2州9県を管轄した。
1724年（雍正2年）、清により淮安府の属州の海州と邳州が直隷州に昇格した。1733年（雍正11年）、邳州は徐州府に転属した。淮安府は江蘇省に属し、山陽・清河・阜寧・塩城・安東・桃源の6県を管轄した。
1913年、中華民国により淮安府は廃止された。